# Илија Муромец
Илија Муромец (рус. Илья́ Му́ромец, укр. Ілля Муровець, буквално: „Илија од Мурома“) је кијевски руски јунак, православни светитељ, и монах кијевопечерски. Опеван је у бројним народним епским песмама. Уз Добрињу Никитича и Аљошу Поповича сматра се највећим средњовековним руским витезом и пустоловом. У руској епици познати су као Три богатира.

## Илија у песмама
Према легенди, Илија је био син једног пољопривредника, рођен у селу Карачарово, у близини Мурома. У својој младости је због тешке болести коју је претрпео, остао непокретан до своје 33. године, али је онда чудесно оздравио уз помоћ два ходочасника. Тада је добио надљудску снагу од витеза на самрти Светогора (рус. Святого&#769;р), па је кренуо да ослободи град Кијев од идолопоклоника, а у служби кнеза Владимира I Великог. Уз пут је потпуно сам бранио град Чернигов од инвазије Татара, те је понудио своје услуге витеза локалном владару, али је одбио да остане. У шумама Брјанска је убио чудовиште које је ту било настањено (Славуј-разбојник), који је могао да убије путнике својим моћним звиждуком.
У Кијеву, Илију је кнез Владимир прогласио руским витезом и он је бранио Русију од бројних напада људи из степе, укључујући Бату-кана, митског цара златне хорде. Великодушан и једноставног духа, али и темпераментан, Илија је једном подивљао и уништио све црквене торњеве у Кијеву, јер је кнез Владимир пропустио да га позове на славље. Убрзо се смирио када је Владимир послао по њега.

## Историјски подаци
Илија Муромец је постао синоним раскошне физичке и духовне снаге и интегритета, посвећен заштити домовине и људи и током времена је постао херој бројних филмова, слика, споменика, карикатура и анегдота. Он је једини епски јунак канонизован од руске православне цркве.
По хришћанском веровању Илијине мошти су чудотворне. На његовој десној руци су три прва прста састављена за молитву, што указује да је умро молећи се, а као година његове смрти се наводи 1188. Иако су остаци Илије Муромеца наводно сачувани у киевопечерском манастиру, његов лик вероватно не представља јединствену историјску личност, већ спој више реалних или фиктивних хероја из различитих епоха. На то указује да је Илија наводно истовремено служио кнезу Владимиру који је владао од 980. до 1015; али се борио против Бату-кана, оснивача златне хорде (1205—1255); спасио је „Константина Богољупца“, цара у Константинопољу, од чудовишта (било је низ византијских царева који су се звали Константин, али ниједан није био савременик кнеза Владимира или Бату-кана, а јединог кога су највероватније звали „Богољубац“ био је Константин XI, 1405-1453).

## Празник
Српска православна црква слави га 19. децембра по црквеном, а 1. јануара по грегоријанском календару.

## У уметности
- Виктор Васнетсов 1898. слика: Три богатира (централна личност).
- 1911. трећа симфонија (Ilya Muromets) у B молу, опус 42
- Илија Муромец је осликан на руским поштанским маркама 1913. године.
- Слика Виктора Васнетсова 1914.
- Филм из 1956. Александра Птушка.
- Анимирани филм представљен 7. јула 2007.
- Лиз Вилијамс „Девет слојева неба“ (2003) описује Илију из угла модерног доба.